# Termal
Termal là một huyện thuộc tỉnh Yalova, Thổ Nhĩ Kỳ. Huyện có diện tích 45 km² và dân số thời điểm năm 2007 là 4630 người, mật độ 103 người/km².